# П'ятихатський район
П'ятиха́тський райо́н (П'ятиха́тщина) — колишній район України, що був розташований у північно-західній частині Дніпропетровської області. Районний центр — місто П'ятихатки розташоване за 27 км на північний схід від міста Кривий Ріг. Населення на 1 лютого 2012 року становило 46 231 осіб.

## Географія
Межує із Кіровоградською областю, із Софіївським, Криничанським та Верхньодніпровським районами.
П'ятихатський район розташований в межах Придніпровської височини. Поверхня полого-хвиляста. Лісова рівнина розділена ярами та балками. Протікають річки: Жовта, Саксагань, Омельник. З корисних копалин є вогнетривкі глини (П'ятихатське родовище вогнетривких глин) та графіт.

## Історія
Виникнення П'ятихаток пов'язане з будівництвом Катерининської залізниці, зокрема її Саксаганської дільниці, яка потім відіграла значну роль у транспортуванні руди з Кривбасу на металургійні комбінати Півдня Росії.
У 1886 році на території Саксаганської волості Верхньодніпровського повіту розпочалося будівництво вузлової станції, поблизу якої було побудовано перші п'ять хат, звідки й виникла назва населеного пункту та залізничної станції. З 1923 року селище — центр новоствореного П'ятихатського району Криворізької округи. У 1938 році селище П'ятихатки стало містом районного підпорядкування.
1944 року створено Лихівський район, між 1952 та 1961 роками район було скасовано.

## Адміністративний устрій
Район адміністративно-територіально поділяється на 1 міську раду, 2 селищні ради та 16 сільських рад, які об'єднують 88 населених пунктів та підпорядковані П'ятихатській районній раді. Адміністративний центр — місто П'ятихатки.
У 1987 р. з обліку зняте село Тихе.

## Населення
Населення району станом на січень 2015 року налічувало 45 196 осіб, з них міського — 23 240, сільського — 21 956 осіб.
За переписом 2001 року розподіл мешканців району за рідною мовою був наступним:
- українська — 92,32 %
- російська — 6,33 %
- вірменська — 0,38 %
- білоруська — 0,23 %
- румунська — 0,16 %
- угорська — 0,16 %
- циганська — 0,15 %

## Економіка
Найважливішою галуззю економіки району є сільське господарство. 46 сільгосппідприємств вирощують зернобобові, технічні, овоче-баштанні та кормові культури. Напрямок тваринництва — м'ясо-молочний. У районі створено 2 племінні ферми з вирощування свиней та птиці.
Велику роль науки в сучасних умовах розвитку сільського господарства вносять вчені Ерастівської дослідної станції. Колективом станції досягнуто найвищий врожай озимої пшениці в Україні — 73 ц/га. Це дало змогу повністю забезпечити господарства області й району насінням районованих сортів та гібридів, що в 2-3 рази дешевше від продукції, яку пропонують закордонні фірми. Дослідна станція має базовий науковий потенціал новітніх технологій, сортів та гібридів сільськогосподарських культур, придатних для вирощування в нових умовах господарювання й отримання ефективних результатів.
Всього сільськогосподарських угідь у районі 141,6 тис. га, із них ріллі — 121,5 тис. га, посівних площ — 67,1 тис. га.
У районі працюють промислові підприємства: КП «П'ятихатський маслозавод», ВАТ «Хлібозавод», ВАТ «Ремонтно-механічний завод», ДП «П'ятихатський кар'єр». Стабільно працюють підприємства залізничного вузла — колективи станції П'ятихатки, локомотивного й вагонного депо, дистанції колії, дистанції сигналізації та зв'язку, колійної машинної станції.
Розвивається в районі переробна галузь. Працюють 11 олійниць, 6 млинів, 4 крупорушки, 6 хлібопекарень, 2 цехи з виготовлення макаронних виробів.

## Транспорт
Центральною автомобільною артерією району, яка перетинає його із заходу на схід, є автошлях E50М04. Також наявні Р74, Т 0415, Т 0419 та Т 0423.
Одним із найважливіших залізничних вузлів Придніпровської залізниці та південного Придніпров'я є залізничний вузол по станціях П'ятихатки-Стикова — П'ятихатки. Також є шість залізничних станцій: Ерастівка, Жовті Води I, Зелена, Савро, Саксагань та Яковлівка.
Зупинні пункти: 6 км, 77 км, 79 км, 88 км, Жовта та Касинівка.

## Соціальна сфера
За даними Головного управління статистики в Дніпропетровській області кількість населення в районі на 1 лютого 2011 року становила 46 455 осіб.
У районі працюють 34 загальноосвітні школи, допоміжна школа-інтернат, 33 дитячих дошкільних заклади, професійно-технічне училище, Ерастівський державний аграрний технікум, 29 публічних бібліотек П'ятихатської ЦБС

## Особистості
- Гиренко Любов Мусоївна, Топал Галина Григорівна — Заслужені вчителі України.
- Ткаченко Надія Миколаївна, Хлистун Борис Іванович — Заслужені працівники охорони здоров'я України.
- Сторожко В. М. — Заслужений працівник сільського господарства України.
- Бродський Е. К. — меценат, відомий селекціонер.
- Швець М. А. — колишній голова Дніпропетровської обласної державної адміністрації.
- Довженко В. І. — колишній голова Державного Комітету України в справах сім'ї та молоді.
- Штогаренко А. Я. — відомий композитор, професор, лауреат державних премій.
- Циков В. С. — професор Української академії Аграрних наук.
- Бойко В. М. — Заслужений працівник культури України.
- Євтушенко В. А. — видатний футболіст України, Заслужений майстер спорту СРСР.

## Політика
25 травня 2014 року відбулися Президентські вибори України. У межах П'ятихатського району було створено 40 виборчих дільниць. Явка на виборах складала — 54,44 % (проголосували 18 265 із 33 551 виборців). Найбільшу кількість голосів отримав Петро Порошенко — 44,94 % (8 209 виборців); Юлія Тимошенко — 12,48 % (2 280 виборців), Сергій Тігіпко — 8,09 % (1 478 виборців), Олег Ляшко — 7,68 % (1 402 виборців), Анатолій Гриценко — 5,83 % (1 065 виборців). Решта кандидатів набрали меншу кількість голосів. Кількість недійсних або зіпсованих бюлетенів — 1,79 %.